# ОКА (эксперимент)
ОКА (акроним от «Опыты с КАонами») — экспериментальная установка на ускорителе У-70 в Институте физики высоких энергий, предназначенная для изучения распадов K-мезонов.
Высокочастотный сепаратор позволяет получать пучок заряженных каонов интенсивностью (4 ÷ 6)·106 K за цикл с импульсами 12,5 и 18 ГэВ. Экспериментальный комплекс представляет собой распадный объём с охранной системой, магнитный спектрометр с пропорциональными камерами, дрейфовыми трубками и годоскопами, электромагнитный калориметр типа ГАМС, черенковские счётчики для идентификации заряженных частиц, адронный калориметр полного поглощения, мюонные детекторы.
Программа исследований включает в себя следующие направления:
- Поиск новой физики вне рамок Стандартной модели — новые (псевдо)скалярные и тензоные взаимодействия в слабых лептонных и полулептонных распадах K-мезонов и другие отклонения от V − A теории.
- Поиск эффектов прямого CP-нарушения в распадах K±-мезонов.
- Исследование адронных взаимодействий — киральная пертурбативная теория, КХД на решётке, дисперсионные правила сумм и так далее.
- Адронная спектроскопия.
- Кулоновские процессы в K±N- и π±N-взаимодействиях.

Чувствительность установки позволит наблюдать распады с относительными вероятностями, примерно равными 10−8.